# اسکای لیز کارگو
اسکای لیز کارگو (به انگلیسی: Sky Lease Cargo) یک شرکت هواپیمایی با کد یاتا GG است که در ۱۹۶۹ میلادی تأسیس شده‌است. دفتر مرکزی اسکای لیز کارگو در گرینزبورو، کارولینای شمالی، کارولینای شمالی، ایالات متحده آمریکا واقع شده‌است.